# Liste der Träger des Bayerischen Verdienstordens/K

## K
1. Ottheinz Kääb, Rechtsanwalt (verliehen am 14. Oktober 2015)
2. Helgit Kadlez, Leiterin Verbraucherberatungsstelle (verliehen am 3. Juli 2013)
3. Josef Kaeser (* 1957), ehemaliger Vorstandsvorsitzender von Siemens (verliehen am 8. Juli 2021)
4. Josef Kagerbauer, Unternehmer (verliehen am 3. Juli 2013)
5. Dietmunda Kagermeier, Direktorin des deutschen Gymnasiums der Franziskanerinnen (verliehen am 15. Dezember 1959)
6. Joachim Kahlert-Reby (* 1954), Inhaber des Lehrstuhls für Grundschulpädagogik und -didaktik und Direktor des Münchener Zentrums für Lehrerbildung der Ludwig-Maximilians-Universität München (verliehen am 13. Juli 2016)
7. Peter Kahn, stellvertretender Vorstandsvorsitzender der Bayerischen Landesbank Girozentrale (verliehen am 7. Juli 1999)
8. Konrad Kaletsch (1898–1978), Gesellschafter der Flick KG (verliehen am 9. Juni 1969)
9. Paul-Bernhard Kallen (* 1957), Manager und Vorstandsvorsitzender der Hubert Burda Media Holding (verliehen am 8. Juli 2021)
10. Ulrike Kaltenhauser, (verliehen am 22. Juli 2019)
11. Reinhard Kamitz (1907–1993), Finanzminister (1952–1960) und von 1960 bis 1968 Präsident der Österreichischen Nationalbank (verliehen am 19. November 1960)
12. Hugo Kämmerer, Professor, Internist (verliehen am 3. Juli 1959)
13. Reinhard Kammler, (verliehen am 22. Juli 2019)
14. Friedrich Wilhelm Kärcher, Bankdirektor (verliehen am 15. Dezember 1959)
15. Otto Kandler (1920–2017), em. Ordinarius für Allgemeine Botanik an der Ludwig-Maximilians-Universität München (verliehen am 14. Juli 2005)
16. Christiane Karg (* 1980), Opernsängerin (verliehen am 5. Juli 2023)
17. Annette Karl (* 1960), Politikerin (SPD), Abgeordnete des Bayerischen Landtags (verliehen am 27. Juni 2018)
18. Georg Karl, Kunst- und Literatur-Antiquar (verliehen am 9. Juni 1969)
19. Klaus Karl-Kraus (* 1951), Kabarettist, Musiker, Autor, Moderator und Dipl.-Betriebswirt (verliehen am 14. März 2022)
20. Hugo Karpf (1895–1994), Gewerkschaftssekretär (verliehen am 9. Mai 1961)
21. Rudolf Karrasch (1916–2012), Oberstudiendirektor
22. Joseph Kastenbauer (1945–2022), Zahnarzt, Arzt, Präsident der Bayerischen Landeszahnärztekammer, Mitglied des Bayerischen Senats, Honorarkonsul der Republik Togo (verliehen am 10. Oktober 2012)
23. Norbert Kastner (* 1959), Oberbürgermeister der Stadt Coburg (verliehen am 10. Oktober 2012)
24. Susanne Kastner (* 1946), Bundestagsabgeordnete (verliehen am 7. Juli 1999)
25. Ursula Kastner, Sonderschuldirektorin a. D. (verliehen am 12. Juli 2004)
26. Anton Kathrein (1951–2012), Unternehmer, Vizepräsident der Industrie- und Handelskammer für München und Oberbayern (verliehen am 7. Juli 1999)
27. Hans Katschthaler (1933–2012), Landeshauptmann von Salzburg von 1989 bis 1996 (verliehen 1994)
28. Peter Kaup, ehem. Präsident der Bayerischen Architektenkammer (verliehen am 12. Juli 2004)
29. Ellis Kaut (1920–2015), Schriftstellerin
30. Hannemor Keidel (* 1943), TU München (verliehen am 12. Juli 2017)
31. Josef Keim (1883–1973), Oberstudienrat (verliehen am 15. Dezember 1959)
32. Hans-Jörg Kellner (1920–2015), Archäologe und langjähriger Leiter der Prähistorischen Staatssammlung München (verliehen am 11. Juli 1990)
33. Emil Kemmer (1914–1965), Mitglied des Deutschen Bundestages (verliehen am 15. Dezember 1959)
34. Dieter Kempf (* 1953), Präsident des Bundesverbandes der Deutschen Industrie (verliehen am 5. Juli 2023)
35. Friedrich Kempfler (1904–1985), Rechtsanwalt, Mitglied des Deutschen Bundestages (1957–1976)
36. Herbert Kempfler (* 1931), Rechtsanwalt, Mitglied des Bayerischen Landtages (1978–2003)
37. Fritz Kempter, Präsident des Verbandes Freier Berufe in Bayern e. V., Vizepräsident der Rechtsanwaltskammer für den Oberlandesgerichtsbezirk München (verliehen am 9. Juli 2009)
38. Oliver Keppler (* 1968), Direktor der Virologie am Max-von-Pettenkofer-Institut für Hygiene und Medizinische Mikrobiologie der LMU München (verliehen am 14. März 2022)
39. Norbert Kerkel (1941–2008), Landrat des Landkreises Miesbach (verliehen am 14. Juli 2005)
40. Michael Kerkloh (* 1953), Luftfahrt-Manager, langjähriger Vorsitzender der Geschäftsführung und Arbeitsdirektor der Flughafen München GmbH (verliehen am 8. Juli 2021)
41. Anne Kersten (1895–1982), Schauspielerin (verliehen 1959)
42. Rainer Keßler (1919–2002), Leiter der Bayerischen Staatskanzlei (verliehen am 9. Juni 1969)
43. Agnella Kestler, Ordensschwester, ehem. Geschäftsführerin des Antonia-Werr-Zentrums St. Ludwig (verliehen am 14. Oktober 2015)
44. Marion Kiechle (* 1960), Vorsitzende der Bioethik-Kommission der Bayerischen Staatsregierung, Direktorin der Frauenklinik und Poliklinik im Klinikum rechts der Isar der TU München (verliehen am 14. Oktober 2015)
45. Josef Kiene (1895–1981), Landrat, Mitglied des Bayerischen Landtags (verliehen am 3. Juli 1959)
46. Simpert Kienle, Pater, Spiritual der Dillinger Franziskanerinnen (verliehen am 4. Juli 1991)
47. Kurt Georg Kiesinger (1904–1988), Bundeskanzler
48. Hannelore Kiethe, Gründerin der Münchner Tafel (verliehen am 8. Juli 2021)
49. Georg Kilian (1903–1973), Naturwissenschaftler und Manager (verliehen am 15. Dezember 1959)
50. Werner Kilian, ehem. Vizepräsident des Fastnachtverbands Franken, ehem. 1. Vorsitzender der Veranstaltungsgesellschaft Fastnacht in Franken e. V. (verliehen am 14. Oktober 2015)
51. Waldemar Kindler, Landespolizeipräsident a. D. (verliehen am 17. Dezember 2014)
52. Wolfgang Kink (* 1948), 1. Landesschützenmeister des Bayerischen Sportschützen-Bundes e. V. (verliehen am 12. Juli 2017)
53. Tanja Kinkel (* 1969), Schriftstellerin (verliehen am 8. Juli 2021)
54. Walburga Kirchhauser, Ehrenvorsitzende des Vereins Blindenheim Augsburg e. V. (verliehen am 12. Juli 2017)
55. Brigitta Kischel, Stadträtin (verliehen am 10. Oktober 2012)
56. Henry A. Kissinger (1923–2023), ehemaliger Außenminister der USA (verliehen am 14. Juli 2005)
57. Karl Kißkalt (1875–1962), Hygieniker und Hochschullehrer (verliehen am 15. Dezember 1959)
58. Bernhard Kläß (1918–1981), Medizinaldirektor und Senator (verliehen am 9. Juni 1969)
59. Susanne Klatten (* 1962), Unternehmerin (verliehen 2007)
60. Hans Klecatsky (1920–2015), österreichischer Jurist und Politiker (verliehen 1967)
61. Franz Klein (1929–2004), Präsident des Bundesfinanzhofs (verliehen am 4. Juli 1991)
62. Harald Klein, österreichischer Generalkonsul in München (verliehen am 13. Mai 1969)
63. Eugen Kleindienst (* 1952), geistlicher Botschaftsrat I. Klasse a. D. an der Deutschen Botschaft beim Heiligen Stuhl in Rom, Bischofsvikar em. (verliehen 13. Juli 2016)
64. Ferdinand Kleindinst, Stadtrechtsrat (verliehen am 3. Juli 1959)
65. Theodor Kleinknecht, Jurist (verliehen 1980)
66. Franz Klemmer (1879–1964), Maler und Professor (verliehen am 15. Dezember 1959)
67. Oskar Klemmert (1925–2010), Oberbürgermeister/Leiter der Vertretung des Freistaates Bayern beim Bund (verliehen am 18. Juni 1975)
68. Sadija Klepo, (verliehen am 5. Juli 2023)
69. Karl Kling (1928–2021), ehem. Präsident des Allgäu-Schwäbischen Musikbundes und ehem. Landtagsabgeordneter
70. Rosemarie Klingele, langjährige humanitäre Hilfe in Kamerun und ehrenamtliche Hilfe für Flüchtlinge, Ärztin für Nuklearmedizin (verliehen am 27. Juni 2018)
71. Rudolf Klinger (* 1937), Staatssekretär a. D., Landtagsabgeordneter (verliehen am 7. Juli 1999)
72. Werner Klinner (1923–2013), Herzchirurg (verliehen am 12. Juni 1980)
73. Friederike Klippel, Ordinaria für Didaktik der englischen Sprache und Literatur an der Ludwig-Maximilians-Universität München (verliehen am 14. Juli 2005)
74. Herbert G. Kloiber, Unternehmer (verliehen am 17. Juli 2003)
75. Franziska Kloos (* 1941), Äbtissin der Benediktinerinnenabtei St. Walburg (verliehen am 10. Oktober 2012)
76. Hans-Werner Klotz, Ministerialdirektor im Bayerischen Staatsministerium der Justiz und für Verbraucherschutz (verliehen am 29. Juli 2010)
77. Heinrich Knappe (1887–1980), Kapellmeister und Professor für Tonkunst (verliehen am 15. Dezember 1959)
78. Karl Knappe (1884–1970), Bildhauer und Professor (verliehen am 15. Dezember 1959)
79. Hans Knappertsbusch (1888–1965), Generalmusikdirektor (verliehen am 20. Juni 1958)
80. Christian Knauer (* 1952), Mitglied des Landtags (verliehen 2000)
81. Nikolaus Knauf (* 1936), Unternehmer (verliehen am 4. Juli 1991)
82. Ulrike Knauf, ehemalige Leiterin der Suchtberatungsstelle Coburg (verliehen am 12. Juli 2017)
83. Herbert Knaup (* 1956), Schauspieler (verliehen am 17. Dezember 2014)
84. Max Kneissl (1907–1973), Rektor der Technischen Hochschule München (verliehen am 20. November 1959)
85. Gerhard Kneitz (1934–2020), 1. Vorsitzender des Naturwissenschaftlichen Vereins Würzburg e. V., ehem. Hochschullehrer für Ökologie und Umwelt im Institut für Angewandte Zoologie Bonn (verliehen am 29. Juli 2010)
86. Maximilian Knorr (1895–1985), Vorstand des Hygienisch-Bakteriologischen Instituts Erlangen (verliehen am 15. Dezember 1959)
87. Carl Knott (1892–1987), Vorstandsmitglied der Siemens-Schuckertwerke (verliehen am 15. Dezember 1959)
88. Herbert Kober (* 1933), Unternehmer (verliehen am 13. Juli 2016)
89. Zäzilia Kober (* 1935), Unternehmerin (verliehen am 13. Juli 2016)
90. Christine Köberlein, ehemalige Generaloberin der Kongregation der St. Franziskusschwestern Vierzehnheiligen (verliehen am 17. Dezember 2014)
91. Anton Koch (1882–1961), Mitglied des Bayerischen Senats (verliehen am 3. Juli 1959)
92. Fritz Koch (1896–1967), Staatsminister (verliehen am 3. Juli 1959)
93. Marianne Koch (* 1931), Ärztin und Medizinjournalistin (verliehen am 12. Juli 2017)
94. Rosemarie Koch, Vorsitzende des Vereins „Nächstenliebe Elsenfeld e. V.“ (verliehen am 12. Juli 2017)
95. Hildegard Kockernack, ehem. Leiterin der Beratungsstelle für Schwangerschaftsfragen des Sozialdienstes katholischer Frauen (verliehen am 7. Juli 1999)
96. Herlinde Koelbl (* 1939), Fotografin und Dokumentarfilmerin (verliehen am 3. Juli 2013)
97. Elisabeth Koelle-Karmann (1890–1974), Malerin (verliehen 1965)
98. Franz Koelsch (1876–1970), Arbeitsmediziner, Professor, Ministerialrat (verliehen am 3. Juli 1959)
99. Eberhard von Koerber (1938–2017), Manager und Vizepräsident des Club of Rome
100. Georg Kofler (* 1957), Vorstandsvorsitzender der Premiere AG (verliehen am 14. Juli 2005)
101. Gerda Köhler, (verliehen am 22. Juli 2019)
102. Juliane Köhler (* 1965), Schauspielerin (verliehen am 9. Juli 2009)
103. Aegidius Kolb (1923–1993), Pater, Historiker (verliehen am 4. Juli 1991)
104. Teddy Kollek (1911–2007), Bürgermeister von Jerusalem (1993)
105. Ottmar Kollmann, Staatsrat (verliehen am 20. Juni 1958)
106. Alexander König (* 1961), Politiker (verliehen am 22. Juli 2019)
107. Barbara König (1925–2011), Schriftstellerin (verliehen am 14. Juli 2005)
108. Georg König, Unternehmer (verliehen am 12. Juli 2004)
109. Tarasia Konstantin, Provinzialoberin der Englischen Fräulein (verliehen am 15. Dezember 1959)
110. Toni Kopfmiller, (* 1925, † 17. Juli 2016), langjähriger Vorsitzender Bayer. Rotes Kreuz, Kreisverband München, selbstständiger Kaufmann, Gründungsmitglied 'Pasinger Mariensäule' und der 'Einkaufsstadt Pasing' (verliehen ca. 1985)
111. Andreas Köpke (* 1962), Fußballer (verliehen am 22. Juli 2019)
112. Margarete Kopp, Vorsitzende der Aktion PiT-Togohilfe (verliehen am 3. Juli 2013)
113. Wilhelm Korab (1915–1987), Kabinettsvizedirektor in der österreichischen Präsidentschaftskanzlei von 1945 bis 1980 (verliehen am 19. November 1960)
114. Susanne Korbmacher, Sonderschullehrerin und Vorsitzende des Vereins „ghettokids – Soziale Projekte“ (verliehen am 3. Juli 2013)
115. Ludwig Kornegger, Geschäftsführer (verliehen am 9. Juni 1969)
116. Henning Kößler (1926–2014), Philosoph und Hochschullehrer (verliehen 1994)
117. Stavros Kostantinidis, Vorsitzender der Griechischen Akademie, Rechtsanwalt (verliehen am 14. Oktober 2015)
118. Erika Köth (1925–1989), Kammersängerin
119. Jörg Peter Kotthaus (* 1944), Hochschullehrer (verliehen 2007)
120. Theo Kotthoff, Fabrikant, Köln-Marienburg (verliehen am 9. Juni 1969)
121. Theresia Kraft, Professorin (verliehen am 8. Juli 2021)
122. Laura Krainz-Leupolt, (verliehen am 22. Juli 2019)
123. Hans Kramer, Mitglied der Verfassunggebenden Landesversammlung 1946 und Landtagsabgeordneter von 1946 bis 1970 (verliehen am 3. Juli 1959)
124. Bernd Kränzle (* 1942), Landtagsabgeordneter (verliehen am 12. Juli 2004)
125. Josef Kränzle (* 1944), Unternehmer (verliehen am 29. Juli 2010)
126. Hans Kratzer, (verliehen am 5. Juli 2023)
127. Andreas Kraus (1922–2012), Historiker (verliehen 1983)
128. Engelbert Kraus, Bürgermeister, Mitglied der Verfassunggebenden Landesversammlung 1946 und Landtagsabgeordneter von 1946 bis 1962 (verliehen am 3. Juli 1959)
129. Hans Kraus (1939–2008), ehem. Oberbürgermeister von Schwandorf (verliehen am 17. Juli 2003)
130. Rudolf Kraus (1941–2018), Parlamentarischer Staatssekretär und Bundestagsabgeordneter (verliehen am 4. Juli 1991)
131. Wolfgang Krebs (* 1966), Kabarettist und Schriftsteller (verliehen am 14. März 2022)
132. Walburga Krefting, Vorsitzende der Katholischen Erziehergemeinschaft Bayern (verliehen am 14. März 2022)
133. Heinrich Krehle (1892–1969), Staatsminister (verliehen am 3. Juli 1959)
134. Jakob Kreidl (* 1952), Landtagsabgeordneter, Landrat (verliehen am 14. Juli 2005)
135. Bruno Kreisky (1911–1990), österreichischer  Außenminister 1959–1966 und Bundeskanzler 1970–1983 (verliehen am 19. November 1960)
136. Wolfgang Kreissl-Dörfler (* 1950), Mitglied des Europäischen Parlaments (verliehen am 29. Juli 2010)
137. Alexander Kreuter (1886–1977), Wirtschaftsjurist (verliehen am 15. Dezember 1959)
138. Thomas Kreuzer (* 1959), Landtagsabgeordneter (verliehen am 9. Juli 2009)
139. Gerhard Kreyssig (1899–1982), Redakteur und Bundestagsabgeordneter (verliehen am 15. Dezember 1959)
140. Margret Krick (1926–2016), Verlegerin und Unternehmerin (verliehen 2002)
141. Robert Krick (1922–2017), Verleger und Unternehmer (verliehen 2002)
142. Hans Krieg (1888–1970), Direktor der Wissenschaftlichen Sammlungen des Bayerischen Staates (verliehen am 3. Juli 1959)
143. Ulrike Kriener (* 1954), Schauspielerin (verliehen am 10. Oktober 2012)
144. Rudolf Kriß (1903–1973), Brauereibesitzer, Volkskundler und Politiker (verliehen am 15. Dezember 1959)
145. Lenz Kriss-Rettenbeck (1923–2005), Volkskundler und Museumsdirektor
146. Walter Kröll (* 1938), Präsident der Hermann-von-Helmholtz-Gemeinschaft Deutscher Forschungszentren e. V. (verliehen am 14. Juli 2005)
147. Gertrude Krombholz (* 1933), Leitende Akademische Direktorin (verliehen am 15. Juli 1998)
148. Georg Kronawitter (1928–2016), Altoberbürgermeister und Landtagsabgeordneter (verliehen 1997)
149. Hildegard Kronawitter (* 1946), Vorsitzende der Weißen Rose Stiftung und des BRK-Kreisverbandes München (verliehen am 3. Juli 2013)
150. Immolata Kronpaß (1925–2010), Priorin (verliehen 1998)
151. Volker Kronseder (* 1953), Vorstandsvorsitzender der Krones AG (verliehen am 10. Oktober 2012)
152. Kruczek Helmut, Unternehmer, Vizepräsident des Deutschen Maler- und Lackiererhandwerks (verliehen am 4. Juli 1991)
153. Gesine  Krüger (* 1959), Ärztin der Bundeswehr (verliehen am 8. Juli 2021)
154. Kathleen Krüger (* 1985), ehem. Fußballspielerin und Teammanagerin der Männer-Profifußballmannschaft des FC Bayern München (verliehen am 14. März 2022)
155. Wilhelm Krumbacher (1891–1965), Erster Präsident des 1946 gegründeten Handelsverbandes Bayern – Der Einzelhandel (HBE), Mitglied des Bayerischen Senats (verliehen am 3. Juli 1959)
156. Max Kruse (1921–2015), Schriftsteller und Kinderbuchautor (verliehen am 3. Juli 2013)
157. Horst Kubatschka (1941–2022), Bundestagsabgeordneter (verliehen am 12. Juli 2004)
158. Ruth Maria Kubitschek (1931–2024), Schauspielerin, Autorin (verliehen am 29. Juli 2010)
159. Helmut Kuhn (1899–1991), Professor für Philosophie an der Universität Erlangen und an der Universität München
160. Reinhard Kühn, (verliehen am 5. Juli 2023)
161. Antje-Katrin Kühnemann (1945–2025), Ärztin und Fernsehmoderatorin (verliehen am 7. Juli 1999)
162. Robert Kümmert (1909–1991), Caritasdirektor (verliehen 1972)
163. Marcellina von Kuenburg (1883–1973), Fachpsychologin, Kinder- und Jugendtherapeutin (verliehen am 9. Juni 1969)
164. Leopold Künstler, 2. Vorsitzender der Gesellschaft für christlich-jüdische Zusammenarbeit (verliehen am 9. Juni 1969)
165. Hermann Kunisch (1901–1991), Literaturhistoriker und Professor (verliehen am 9. Juni 1969)
166. Hellmut Kunstmann (1908–1979), dt. Urologe und Burgenforscher (verliehen 1970)
167. Max Kunz (1929–2024), Mitglied des Bundestages 1972–1990 (verliehen 1983)
168. Reiner Kunze (* 1933), Schriftsteller (verliehen 1988)
169. Richard Kunze, Malermeister (verliehen am 15. Dezember 1959)
170. Otto Kupfer, Unternehmer (verliehen am 9. Juli 2009)
171. Engelbert Kupka (* 1939), Landtagsabgeordneter (verliehen am 12. Juli 2004)
172. Annelies Kupper (1906–1987), Opernsängerin (verliehen am 3. Juli 1959)
173. Peter Kürn, Bankdirektor, Präsident der Industrie- und Handelskammer Lindau (Bodensee) (verliehen am 7. Juli 1999)
174. Evi Kurz (* 1955), Journalistin (verliehen am 22. Juli 2019)
175. Christoph Kürzeder (* 1965), Museumsdirektor des Diözesanmuseums Freising (verliehen am 5. Juli 2023)
176. Franz Kustner (* 1950), Bezirkspräsident Oberpfalz im Bayer. Bauernverband, Landtagsabgeordneter 2002–2008 (verliehen am 20. Juli 2011)
177. Fitzgerald Kusz (* 1944), Schriftsteller (verliehen am 11. Juli 2024)
178. Helmut Kutin (1941–2024), Präsident von SOS-Kinderdorf International (verliehen am 10. Oktober 2012)